# Radianthus kwietniewskii
Radianthus kwietniewskii is een zeeanemonensoort uit de familie Stoichactidae.
Radianthus kwietniewskii is voor het eerst wetenschappelijk beschreven door Lager in 1911.